# Wonders of Wildlife Museum & Aquarium
El Johnny Morris Wonders of Wildlife National Museum and Aquarium, también conocido simplemente como Wonders of Wildlife, es una atracción educativa sin fines de lucro con el tema de la conservación en Springfield, Missouri . Se encuentra junto a la sede nacional de Bass Pro Shops y lleva el nombre de Johnny Morris , el fundador de Bass Pro Shops. La instalación de 350.000 pies cuadrados consta de dos secciones principales. El Museo de Vida Silvestre presenta una serie de galerías inmersivas de vida silvestre que contienen animales disecados de todo el mundo exhibidos en dioramas elaborados y detallados que representan una variedad de hábitats naturales, así como artefactos históricos, obras de arte, películas y exhibiciones especiales, incluida laBoone and Crockett Club 's North American Heads and Horns Colección de monturas de caza mayor. El acuario de 1.5 millones de galones (5.7 millones de litros) exhibe 35,000 peces, anfibios, reptiles, aves y mamíferos individuales en una serie de áreas temáticas que incluyen un naufragio en el océano, un pantano de Louisiana , el bosque de Ozark y la selva amazónica . En un comunicado de prensa que acompaña al anuncio de inauguración de la instalación, se citó a Morris diciendo: "Wonders of Wildlife es un viaje inspirador alrededor del mundo que celebra el papel de los cazadores y pescadores como verdaderos héroes de la conservación de Estados Unidos". 

## Origen
El museo Wonders of Wildlife inicial fue el resultado de una intensa campaña de cabildeo y apoyo financiero de Johnny Morris. Hizo campaña a favor de una iniciativa de votación que financió una parte del costo de $ 52 millones de la construcción del museo original y la creación de un distrito de museos para supervisar la planificación, el diseño y la construcción del museo. Un acuerdo con la ciudad de Springfield permite que una parte del impuesto de hotel-motel de la ciudad se utilice para proyectos de capital. Este proyecto también recibió $ 1.5 millones en asignaciones federales. Sin embargo, después de recibir una reacción violenta del público por utilizar fondos públicos en el proyecto, Morris devolvió el dinero público local recibido y utilizó fondos privados y donaciones para finalizar el proyecto.

## Maravillas originales de la vida silvestre (2001-2007)
Las instalaciones originales de Wonders of Wildlife de 92 000 pies cuadrados (8500 m²), diseñadas por Cambridge Seven Associates, se abrieron al público el 1 de noviembre de 2001. Albergaba 225 especies de animales vivos, acuarios de agua dulce y salada, exhibiciones interactivas y programas educativos. La atracción original cerró en diciembre de 2007, con el anuncio de una expansión planificada que aumentaría los pies cuadrados de la instalación en un 58 por ciento, a un costo de $ 25 millones. Posteriormente, los representantes del museo anunciaron una expansión mucho más ambiciosa, a un costo de alrededor de $ 80 millones. Con algunos cambios y actualizaciones, la instalación original se incorporó a la atracción mucho más grande que se inauguró en septiembre de 2017.

## Reapertura
La instalación se abrió al público con su nombre y configuración actuales el 22 de septiembre de 2017. Asistieron al evento de apertura destacados líderes conservacionistas de América del Norte y numerosas celebridades, incluido el presidente estadounidense Jimmy Carter, el presidente estadounidense George W. Bush, el secretario de la Interior Ryan Zinke , Mark Wahlberg, Kevin Costner, Bill Dance, Jimmy Houston, Dale Earnhardt, Jr., Tony Stewart, Luke Bryan, Dierks Bentley, Easton Corbin y muchos otros. Más de 40 grupos conservacionistas, incluida la National Audubon Society, Ducks Unlimited, National Wildlife Federation, National Wild Turkey Federation y National Geographic Society, se asociaron con el proyecto Wonders of Wildlife, que estuvo casi una década en desarrollo y construcción. Wonders of Wildlife fue votada como la "Mejor Nueva Atracción 2017" en los Estados Unidos por los lectores de USA Today.

## Imágenes

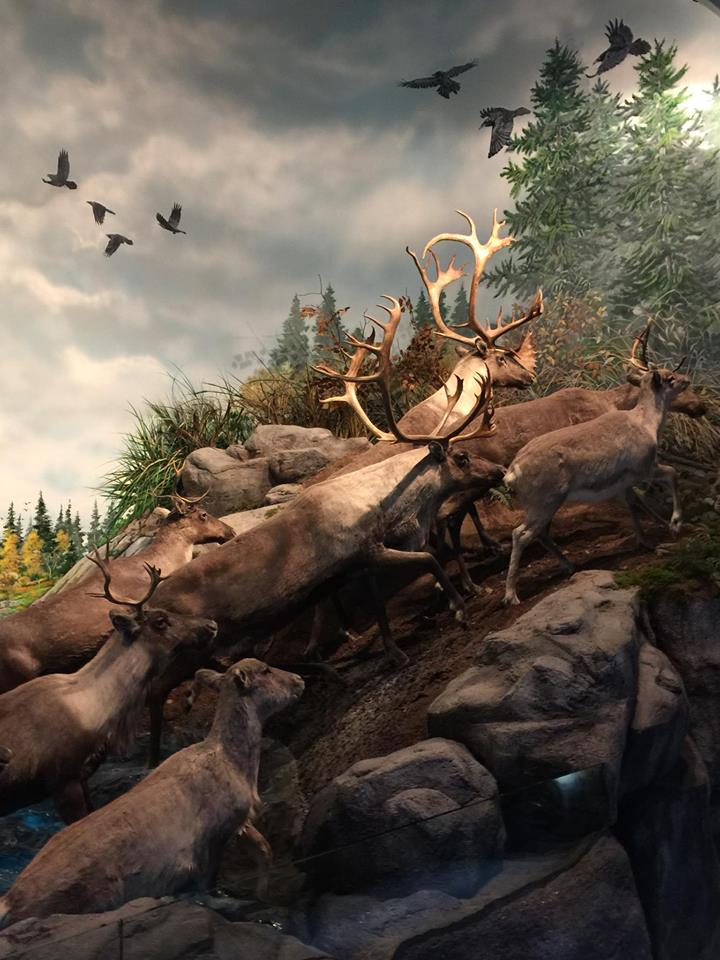
Caribou diorama
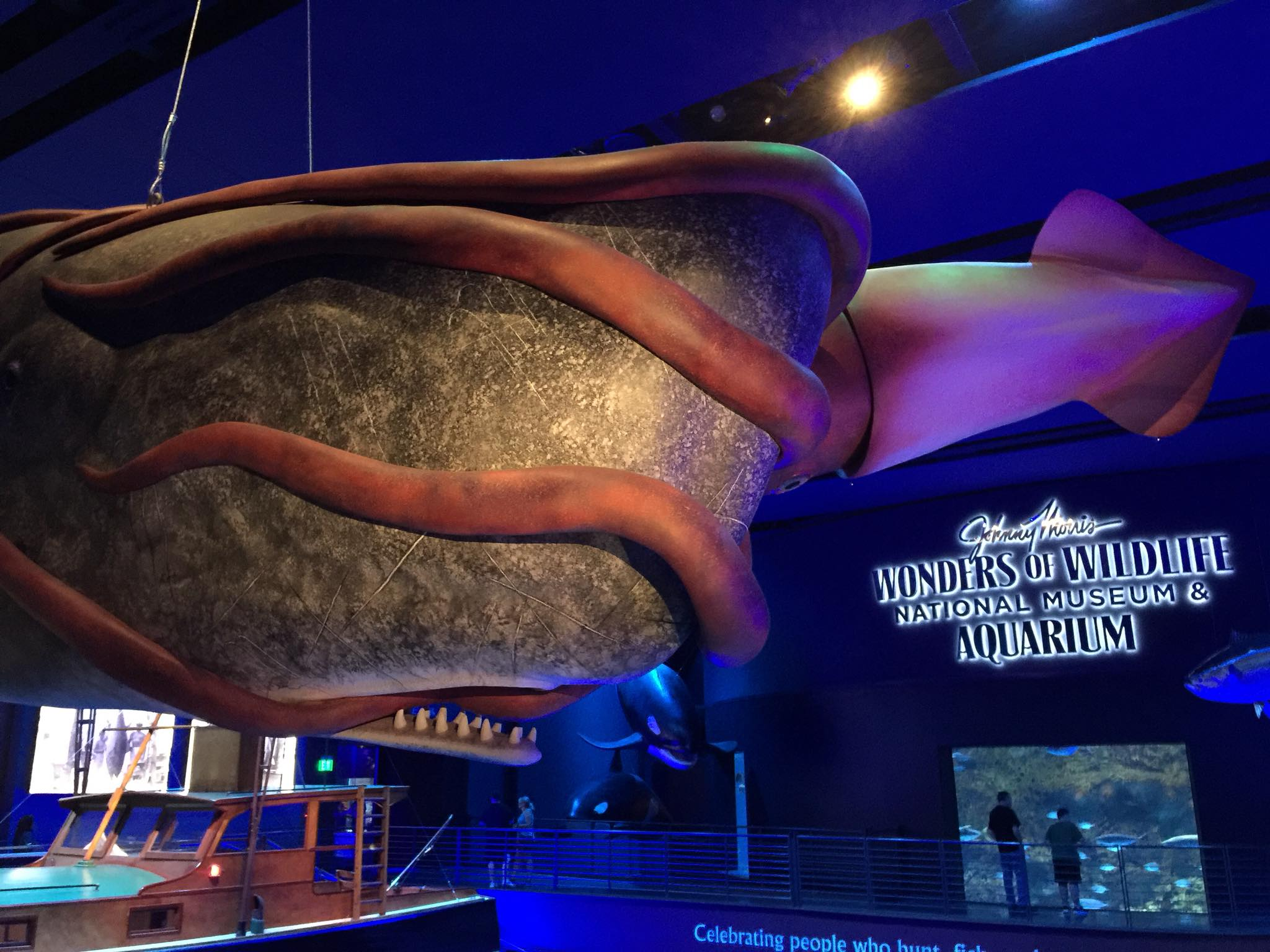
Aquarium entrance hall
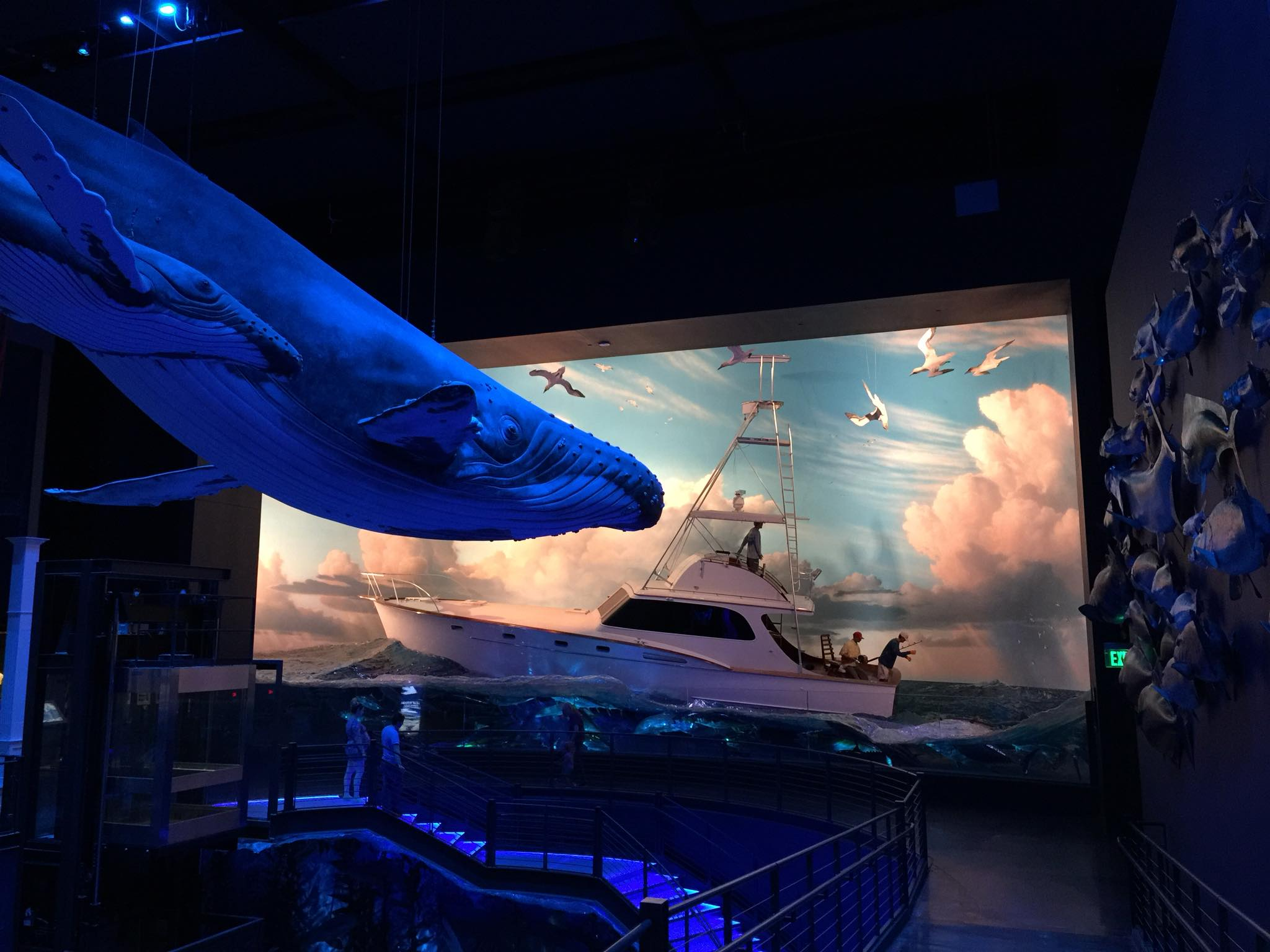
Whale and fishing boat
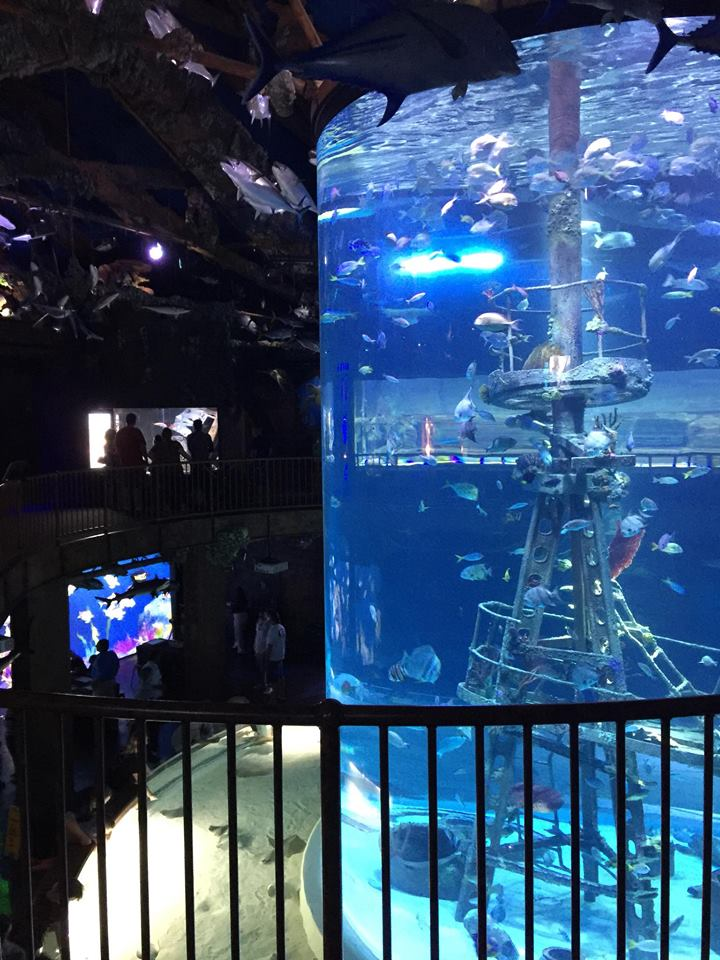
Shipwreck room
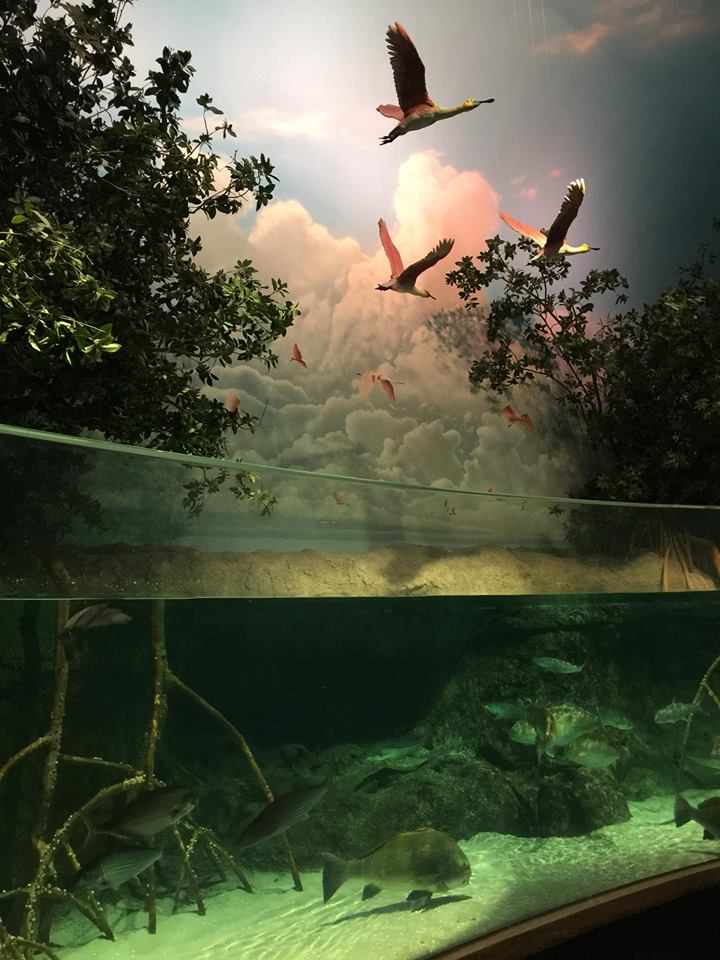
Mangrove swamp display